# Liste der Stolpersteine in Sylt
Die Liste der Stolpersteine in Sylt enthält alle Stolpersteine, die im Rahmen des gleichnamigen Kunst-Projekts von Gunter Demnig in der Gemeinde Sylt auf der Insel Sylt verlegt wurden. Mit ihnen soll an Opfer des Nationalsozialismus erinnert werden, die in der Gemeinde lebten und wirkten.

## Verlegte Stolpersteine
| Ort        | Adresse                   | Person                  | Verlege- datum | Person, Inschrift | Bild | Anmerkung |  |
| ---------- | ------------------------- | ----------------------- | -------------- | --- | ---- | --- |  |
| Westerland | Kjeirstraße 12 ·          | Kurt Brüggen            | 02.08.2009     | HIER WOHNTE KURT BRÜGGEN JG. 1910 VERHAFTET ERMORDET 1944 IM ZUCHTHAUS BRANDENBURG-GÖRDEN                                                                           |      | Brüggen war Kellner in Berlin. Er fand ein Gedicht über die Nazis so treffend, dass der es vervielfältigen ließ. Daraufhin wurde er geköpft. |  |
| Westerland | Kjeirstraße 14 ·          | Karl Quaas              | 02.08.2009     | HIER WOHNTE KARL QUAAS JG. 1895 VERHAFTET 22.7.1944 NEUENGAMME ERTRUNKEN 3.5.1945 CAP ARKONA                                                                        |      | Karl Quaas war SPD-Mitglied und wurde 1944 in der "Reinigungsaktion Gewitter" von der GeStaPo verhaftet und nach Neuengamme verbracht. |  |
| Westerland | Wenningstedter Weg 64 ·   | Heinrich Bohnoff        | 02.08.2009     | HIER WOHNTE HEINRICH BOHNOFF JG. 1902 GEDEMÜTIGT/ENTRECHTET FLUCHT IN DEN TOD 21.5.1943                                                                             |      | |  |
| Westerland | Kirchenweg 8 ·            | Hermann Meinert Hansen  | 02.08.2009     | HIER WOHNTE HERMANN MEINERT HANSEN JG. 1907 VERHAFTET ORANIENBURG ERMORDET 1942                                                                                     |      | |  |
| Westerland | Strandstraße 22 ·         | Käthe Siegert           | 02.08.2009     | HIER WOHNTE KÄTHE SIEGERT JG. 1894 GEDEMÜTIGT/ENTRECHTET FLUCHT IN DEN TOD 24.09.1944                                                                               |      | |  |
| Westerland | Strandstraße 12 ·         | Franz Korwan            | 07.08.2007     | HIER WIRKTE FRANZ KORWAN GEB. SALLY KATZENSTEIN JG. 1865 DEPORTIERT LAGER GURS 1940 LAGER NOE ERMORDET 4.9.1942                                                     |      | Der Kunstmaler hatte hier sein Atelier. |  |
| Westerland | Paulstraße 15 ·           | Johanna Herold          | 02.08.2009     | HIER WOHNTE JOHANNA HEROLD GEB. EICHWALD JG. 1883 DEPORTIERT AUSCHWITZ ERMORDET 24.09.1944                                                                          |      | |  |
| Westerland | Johann-Möller-Straße 20 · | Karl Jessen             | 02.08.2009     | HIER WOHNTE KARL JESSEN JG. 1882 VERHAFTET 1944 NEUENGAMME ERTRUNKEN 3.5.1945 CAP ARKONA                                                                            |      | Jessen war SPD-Mitglied |  |
| Westerland | Am Seedeich 1 ·           | Max Feddersen           | 02.08.2009     | HIER WOHNTE MAX FEDDERSEN JG. 1900 VERHAFTET 1944 NEUENGAMME ERTRUNKEN 3.5.1945 CAP ARKONA                                                                          |      | Max Feddersen war SPD-Mitglied |  |
| Westerland | Andreas-Nielsen-Str. 1 ·  | Nikolaus Ehlers         | 01.07.2020     | NIKOLAUS EHLERS Jg. 1907 MITGLIED SPD DENUNZIERT KRITISCHE ÄUSSERUNGEN‘ VERHAFTET 25.4.1940 UNTERSUCHUNGSHAFT KIEL 1941 GESTAPOHAFT KIEL 1942 SACHSENHAUSEN BEFREIT |      | [ 1 ] |  |
| Munkmarsch | Munkhoog 9 ·              | Bothilde Callesen       | 02.08.2009     | HIER WOHNTE BOTHILDE CALLESEN GEB. LAUSTEN JG. 1870 EINGEWIESEN 'HEILANSTALT' MESERITZ-OBRAWALDE ERMORDET 2.10.1944                                                 |      | |  |
| Tinnum     | Südhorn 21 ·              | Walter Henningsen       | 02.08.2009     | HIER WOHNTE WALTER HENNINGSEN JG. 1917 VERHAFTET 1939 SACHSENHAUSEN KZ BÜREN-WEWELSBURG ERMORDET 1939                                                               |      | |  |
| Keitum     | Weidemannweg 1 ·          | Jens Emil Mungard       | 02.08.2009     | HIER WOHNTE JENS EMIL MUNGARD JG. 1885 VERHAFTET 13.6.1936 SACHSENHAUSEN ERMORDET 13.2.1940                                                                         |      | Mungard war Landwirt und Dichter. Er dichtete in friesischer Sprache und zog dabei heftig auch gegen die Nationalsozialisten zu Felde. Nach mehrfacher Schutzhaft und Schreibverboten wurde er letzten Endes deportiert und kam mit 55 Jahren ums Leben.                                |  |
| Keitum     | Bahnhofstraße 15 ·        | Ludwig Borstelmann      | 02.08.2009     | HIER WIRKTE LUDWIG BORSTELMANN JG. 1888 VERHAFTET 15.10.1941 BUCHENWALD ERMORDET 9.10.1942 GROSS-ROSEN                                                              |      | Borstelmann war Vorsteher (heute würde man Geschäftsführer sagen) der Spar- und Darlehnskasse in Keitum. Bei der Umlegung der Ländereien nach Eindeichung des Nössekoogs sah er sich benachteiligt. Er vertrat seine Interessen, wurde daraufhin denunziert, verhaftet und starb im KZ. |  |
| Keitum     | Kirchenweg 32 ·           | Ludwig Borstelmann      | 02.08.2009     | HIER WOHNTE LUDWIG BORSTELMANN JG. 1888 VERHAFTET 15.10.1941 BUCHENWALD ERMORDET 9.10.1942 GROSS-ROSEN                                                              |      | Borstelmann war Vorsteher (heute würde man Geschäftsführer sagen) der Spar- und Darlehnskasse in Keitum. Bei der Umlegung der Ländereien nach Eindeichung des Nössekoogs sah er sich benachteiligt. Er vertrat seine Interessen, wurde daraufhin denunziert, verhaftet und starb im KZ. |  |
| Keitum     | Alter Kirchenweg 13 ·     | Franz Korwan            | 07.08.2007     | HIER WOHNTE FRANZ KORWAN GEB. SALLY KATZENSTEIN JG. 1865 DEPORTIERT LAGER GURS 1940 LAGER NOE ERMORDET 4.9.1942                                                     |      | |  |
| Keitum     | Alter Kirchenweg 13 ·     | Elsa Sänger             | 07.08.2007     | HIER WOHNTE ELSA SÄNGER GEB. BELMONTE JG. 1878 DEPORTIERT LAGER GURS 1940 TOT 1944 AUF TRANSPORT NACH AUSCHWITZ                                                     |      | |  |
| Keitum     | Munkmarscher Chaussee 7 · | Wilhelm Ernst Witteborg | 02.08.2009     | HIER WOHNTE WILHELM ERNST WITTEBORG JG. 1906 DEPORTIERT GROSS-ROSEN ERMORDET 21.11.1941                                                                             |      | |  |
| Keitum     | Melnwai / Ecke Tipkenhoog | Georg Alfred Zeffner    | 27.10.2023     | HIER WOHNTE GEORG ALFRED ZEFFNER JG. 1895 EINGEWIESEN 1939 HEILANSTALT NEUSTADT „VERLEGT“ 9.7.1941 BERNBURG ERMORDET 9.7.1941 AKTION T4                             |      | |  |
| Archsum    | Uaster Reeg 19 ·          | Erhard Jörgensen        | 02.08.2009     | HIER WOHNTE ERHARD JÖRGENSEN JG. 1903 GEDEMÜTIGT/ENTRECHTET FLUCHT IN DEN TOD 22.5.1944                                                                             |      | Erhard Jörgensen ist kein Opfer der Ungerechtigkeiten. Er war im Sanitätsdienst an der Ostfront tätig und war der Belastung durch den Anblick der verwundeten Soldaten möglicherweise nicht gewachsen. Er erhängte sich auf Heimaturlaub in seinem Garten.                              |  |